# Große Krippe von Anzi
Die große Krippe von Anzi (it. Presepe poliscenico stabile di Anzi) ist die viertgrößte Krippeninstallation Europas. Die mehrszenige, figurenreiche Darstellung befindet sich in dem kleinen Dorf Anzi, Basilikata, im ehemaligen Pfarrhaus an der Via Vittorio Emanuele. Sie wurde 1994 von dem Künstler Antonio Vertulli und einigen Freiwilligen realisiert.

## Die Szenen
Die zehn Szenen erzählen die Geburts- und Kindheitsgeschichte Jesu:
- Verkündigung an Maria
- Volkszählung
- Die heiligen drei Könige im Palast des Herodes
- Verkündigung an die Hirten
- Geburtsgrotte von Betlehem
- Flucht nach Ägypten
- Kindermord von Betlehem
- Darstellung Jesu im Tempel
- Nazaret mit dem Haus Marias
- Der zwölfjährige Jesus im Tempel.

Die biblische Handlung wird mit einheimischen Kulissen dargestellt. Vertulli gestaltete die Szenen mit perspektivischen Verkürzungen von Calvello, den Sassi und den Felsenkirchen von Matera, Castelmezzano, den Dolomiten und einigen Landschaften der Gegend von Potenza. Nazareth ist das Dorf Anzi, wo die Krippe sich befindet. Die Figuren aus Pappmaché wurden in Lecce realisiert.